# Per-Erik Eklund
Per-Erik "Pelle" Eklund (* 22. března 1963, Stockholm) je bývalý švédský lední hokejista, který nastupoval především na postu křídelního útočníka. Se švédskou reprezentací získal bronzovou medaili na olympijských hrách v Sarajevu v roce 1984, vyhrál mistrovství světa roku 1991 a třikrát si ze světového šampionátu přivezl stříbro, v letech 1986, 1990 a 1995. Má též stříbro z Kanadského poháru 1984. Hrál na šesti MS a nastoupil ke 126 reprezentačním utkáním. S AIK Stockholm se stal mistrem Švédska (1984). Ve švédské nejvyšší soutěži hrál i za Leksands IF. V roce 1984 byl vyhlášen nejlepším hráčem švédské ligy (ocenění Zlatý puk). Roku 1995 se stal nejužitečnějším hráčem ligy (ocenění Zlatá helma). Strávil devět sezón v severoamerické NHL, všechny v dresu Philadelphia Flyers, jen v poslední sezóně byl vyměněn do Dallas Stars, kde už ale odehrál jen pět utkání. V základní části NHL nastoupil k 594 zápasům, v nichž zaznamenal 455 kanadských bodů (120 gólů). Ve Stanleyově poháru pak přidal 66 utkání a 46 bodů (10 branek). Patřil mezi nejméně trestané hráče v NHL. Po skončení hráčské kariéry se věnoval trénování a byl hledačem talentů pro Montreal Canadiens.